# Трг Бра
Трг Бра (ита. Piazza Bra) или једноставније Бра (топоним изведен од искривљеног израза „braida“, који заузврат потиче од лангобардског „breit”, односно „широко“) је највећи трг у Верони, у Италији. Неки тврде да је највећи у целој земљи. Налази се у историјском центру града, окружен бројним кафићима и ресторанима, као и неколико значајних зграда.  Међу значајнијим су Веронска Арена, амфитеатар изграђен пре скоро 2000 година, сада је светски познато музичко место са редовним оперским и савременим музичким наступима, градска скупштина Вероне и палата Барбиери.

## Архитектура
У средишту трга Бра налази се парк са кедровима и боровима, који окружује Фонтану Алпа и бронзану коњичку статуу Виктора Емануела II. Овај споменик првом краљу Италије свечано је отворен 9. јануара 1883. године, пет година након његове смрти.
Постоје многе интересантне грађевине на тргу и око њега, изграђене током много векова историје града.

### Веронска Арена
Зграда арене је подигнута у првом веку нове ере на месту које је тада било изван градских зидина. Луди (представе и игре које су се одржавале у корист и забаву римског народа) који су се тамо приређивале биле су толико познате да су гледаоци долазили из многих других места, често удаљених, да им присуствују. Иако сада може да прими до 22.000, оригинални амфитеатар је могао да прими 30.000 гледалаца.
Арену су користили многи савремени извођачи, као што су Pink Floyd, Род Стјуарт, Елтон Џон, и Muse. Такође, арена је била домаћин бројних опера, као што је Понкијелијева Ђоконда из 1946. у којој је дебитовала Марија Калас.

### Палата Гран Гвардиа
Палата Гран Гвардиа (Palazzo della Gran Guardia), била је прва зграда подигнута на јужној ивици трга. Првобитно је дизајнирао Доменико Куртони само као кров изграђен уз постојећи зид до неколико стубова. Леонардо Донато, 90. дужд Венеције, затражио је подручје за склониште трупа по лошем времену. Радови су започети 1610. године, али су прекинути када је дошло до мањка расположивих средстава. Скоро 200 година касније, 1808. године, архитекта Ђузепе Барбиери је добио задатак да дизајнира и заврши пројекат, али је прошло још 45 година пре него што је завршен.
Зграда се сада користи као место за конференције, састанке и изложбе.

### Палата Барбиери
Палата Барбиери је палата у неокласичном стилу која сада служи као градска кућа.
Палата је првобитно носила назив Palazzo della Gran Guardia Nuova. Дизајнирао ју је Ђузепе Барбиери па је касније је преименована у његову част. Изградња је почела 1836. године, а завршена је 1848. године.